# Dwayne Morton
Dwayne Lamont Morton (Louisville, Kentucky; 8 de agosto de 1971) es un exjugador de baloncesto estadounidense que disputó una temporada en la NBA, transcurriendo el resto de su carrera en ligas menores de su país, y en equipos de Asia, Centroamérica y de Europa. Con 2,01 metros de estatura, jugaba en la posición de alero.

## Trayectoria deportiva

### Universidad
Tras haber disputado en 1990 el prestigioso McDonald's All-American Game, jugó tres temporadas con los Cardinals de la Universidad de Louisville, en las que promedió 15,0 puntos, 4,2 rebotes y 1,9 asistencias por partido. En 1993 fue incluido en el mejor quinteto de la Metro Conference y elegido mejor jugador del torneo de conferencia, mientras que en 1992 y 1994 apareció en el segundo mejor quinteto.

### Profesional
Fue elegido en la cuadragésimo quinta posición del Draft de la NBA de 1994 por Golden State Warriors, con los que firmó por una temporada, en la que promedió 4,1 puntos y 1,4 rebotes por partido.
El resto de su carrera transcurrió como un trotamundos, alternando temporadas en diferentes puntos del planeta. En 1999 ganó la liga inglesa con los London Towers, mientras que en 2003 promedió 18,9 puntos y 8,3 rebotes por partido con el CSKA Sofia, siendo elegido mejor defensor de la liga búlgara.
En 2003 fichó por el Jeanne d'Arc Vichy de la liga francesa, donde jugó una temporada en la que promedió 11,4 puntos y 6,2 rebotes por partido, y al año siguiente firmó con el Angers BC 49, promediando 15,1 puntos y 6,5 rebotes.
Tras un breve paso por la República Dominicana regresó a Bulgaria, donde promedió 13,1 puntos y 6,7 rebotes con el BC Černomorec Burgas en 2010, acabando su carrera deportiva en el BC Balkan Botevgrad.

## Estadísticas de su carrera en la NBA

### Temporada regular
| Temporada | Edad | Equipo                | Liga | Pos. | P  | TIT | MIN | TC  | TCA | %TC  | 3P  | 3PA | %3P  | 2P  | 2PA | %2P  | TL  | TLA | %TL  | R.OF. | R.DEF. | REB | ASIS | ROB | TAP | PER | FP  | PTS |
| 1994-95   | 23   | Golden State Warriors | NBA  | PG   | 41 | 6   | 9.6 | 1.2 | 3.1 | .388 | 0.2 | 0.6 | .360 | 1.0 | 2.5 | .394 | 1.4 | 2.1 | .682 | 0.5   | 0.9    | 1.4 | 0.4  | 0.3 | 0.4 | 0.7 | 1.1 | 4.1 |
| Total     |      |                       | NBA  |      | 41 | 6   | 9.6 | 1.2 | 3.1 | .388 | 0.2 | 0.6 | .360 | 1.0 | 2.5 | .394 | 1.4 | 2.1 | .682 | 0.5   | 0.9    | 1.4 | 0.4  | 0.3 | 0.4 | 0.7 | 1.1 | 4.1 |